# Sankt Volodymyrkatedralen
Sankt Volodymyrkatedralen (ukrainska: 
Володимирський собор) är en katedral i centrala Kiev i Ukraina.
År 1852 föreslog metropolit Filaret i Moskva att en katedral skulle byggas i Kiev  inför 900-årsminnet av Vladimir den stores kristnande av ruserna. År 1859 hade 100 000 rubel samlats in i Kejsardömet Ryssland för ändamålet. Byggnationen började 1862 och katedralen kunde invigas 1882. Målningarna färdigställdes dock först 1896.

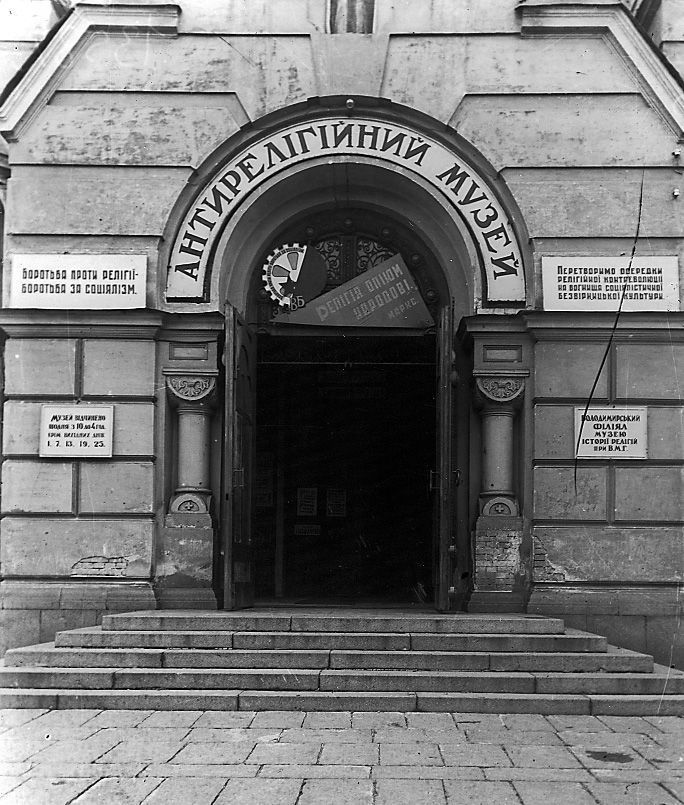
Katedralen som museum, cirka 1928.

Katedralen stängdes under den sovjetiska tiden och användes som museum för religion och ateism. Efter andra världskriget öppnade  kyrkan åter och blev därmed en av de få rysk-ortodoxa kyrkorna i Sovjetunionen. Bland sevärdheterna märks reliker av den grekiska martyren Barbara från 500-talet, som har funnits i kyrkan sedan 1930-talet.
Katedralen renoverades efter andra världskriget och blev moderkyrka för den ryska, senare ukrainska ortodoxa kyrkan, 1943. Den används sedan 2018 som katedral för den nybildade ortodoxa kyrkan i Ukraina.